# Выборы главы администрации Тамбовской области (2015)
Выборы главы администрации Тамбовской области состоялись в Тамбовской области 13 сентября 2015 года в единый день голосования. Одновременно прошли выборы депутатов Тамбовской городской думы шестого созыва.
На 1 июля 2015 года в Тамбовской области было зарегистрировано 856 387 избирателей, из которых 232 286 в Тамбове. Выборы будут признаны состоявшимися при любой явке, так как порог явки не установлен.

## Ключевые даты
- 8 июня 2015 областная дума назначило выборы на единственно возможную дату — 13 сентября 2015 года (единый день голосования)[2]
  - следующие 3 дня (10 июня) — опубликование расчёта числа подписей, необходимых для регистрации кандидата
  - с 9 июня по 3 июля — период выдвижения кандидатов
  - агитационный период начинается со дня выдвижения кандидата и прекращается за одни сутки до дня голосования
- со дня выдвижения по 29 июля — период сбора подписей муниципальных депутатов
- с 24 по 29 июля регистрация заявлений кандидатов в избирательной комиссии
- с 15 августа по 11 сентября — период агитации в СМИ
- до 28 августа 2015 кандидат в Совет Федерации может выбыть
- до 11 сентября при наличии вынуждающих обстоятельств кандидат в губернаторы может отозвать кандидата в Совет Федерации
- 12 сентября — день тишины
- 13 сентября — день голосования

## Выдвижение и регистрации кандидатов

### Право выдвижения
Губернатором может быть избран гражданин Российской Федерации, достигший возраста 30 лет.
В Тамбовской области кандидаты выдвигаются только политическими партиями, имеющими право участвовать в выборах. Самовыдвижение не допускается.
У кандидата не должно быть гражданства иностранного государства либо вида на жительство в какой-либо иной стране, а также счетов в иностранных банках за пределами РФ.

### Муниципальный фильтр
1 июня 2012 года вступил в силу закон, вернувший прямые выборы глав субъектов Российской Федерации. Однако был введён так называемый муниципальный фильтр. Всем кандидатам на должность главы субъекта РФ (как выдвигаемых партиями, так и самовыдвиженцам), согласно закону, требуется собрать в свою поддержку от 5 % до 10 % подписей от общего числа муниципальных депутатов и избранных на выборах глав муниципальных образований, в числе которых должно быть от 5 до 10 депутатов представительных органов муниципальных районов и городских округов и избранных на выборах глав муниципальных районов и городских округов. Муниципальным депутатам представлено право поддержать только одного кандидата.
В Тамбовской области кандидаты должны собрать подписи 7 % муниципальных депутатов и глав муниципальных образований. Среди них должны быть подписи депутатов районных и городских советов и (или) глав районов и городских округов в количестве 7 % от их общего числа. Кроме того, кандидат должен получить подписи не менее чем в трёх четвертях районов и городских округов, то есть в 25 из 33.
По расчёту избирательной комиссии каждый кандидат должен собрать подписи от 221 до 232 депутатов всех уровней и глав муниципальных образований, из которых от 44 до 46 — депутатов райсоветов и советов городских округов и глав районов и городских округов. При этом нужно собрать подписи не менее чем в 23 районах и городских округах из 30 (3/4 от всех).

### Кандидаты в Совет Федерации
С декабря 2012 года действует новый порядок формирования Совета Федерации. Так каждый кандидат на должность губернатора при регистрации должен представить список из трёх человек, первый из которых, в случае избрания кандидата, станет сенатором в Совете Федерации от правительства региона.

## Кандидаты
Кандидатов на выборах губернатора выдвинули 6 партий, зарегистрировано было 5 кандидатов.
| Кандидат            | Должность (на момент выдвижения)                                                          | Партия                 | Статус          | Кандидаты в Совет Федерации                                           |
| ------------------- | ----------------------------------------------------------------------------------------- | ---------------------- | --------------- | --------------------------------------------------------------------- |
| Андрей Жидков       | помощник депутата Госдумы Т. В. Плетнёвой                                                 | КПРФ                   | зарегистрирован | Владимир Кирьяков Виктор Полежаев Валерий Тишков                      |
| Александр Куприянов | финансовый директор ООО «Промышленная группа „Дизель“», депутат Тамбовской областной думы | Патриоты России        | зарегистрирован | Александр Камбаров Денис Ферман Павел Пчелинцев                       |
| Александр Никитин   | врио главы администрации Тамбовской области                                               | Единая Россия          | зарегистрирован | Алексей Кондратьев (мэр Тамбова) Светлана Коростелёва Анатолий Петров |
| Анатолий Сафонов    | директор НП «Саморегулируемая организация „Союз тамбовских строителей“»                   | Справедливая Россия    | зарегистрирован | Юрий Блохин Сергей Епифанов Сергей Мищенко                            |
| Валерий Уваров      | главный специалист аппарата Общественной палаты Тамбовской области, полковника запаса     | Народ против коррупции | выбыл           | —                                                                     |
| Роман Худяков       | депутат Госдумы                                                                           | ЛДПР                   | зарегистрирован | Виталий Ивлев Андрей Караваев Константин Сусаков                      |

## Итоги выборов
В выборах в приняли участие 497 616 человек, таким образом явка избирателей составила 57,77 %.
| Явка избирателей                                      | Явка избирателей                                      | Явка избирателей | Явка избирателей |
| ----------------------------------------------------- | ----------------------------------------------------- | ---------------- | ---------------- |
| Число избирателей, включённых в список избирателей    | Число избирателей, включённых в список избирателей    | 861 411          | 100 %            |
| Из них приняли участие в выборах                      | Из них приняли участие в выборах                      | 497 616          | 57,77 %          |
| Из принявших участие в выборах проголосовали досрочно | Из принявших участие в выборах проголосовали досрочно | 5 680            | 1,14 %           |
| Процент испорченных бюллетеней                        |                                                       |                  |                  |
| Приняли участие в голосовании                         | Приняли участие в голосовании                         | 497 616          | 100 %            |
| Из них действительных бюллетеней                      | Из них действительных бюллетеней                      | 492 089          |                  |
| Из них недействительных бюллетеней                    | Из них недействительных бюллетеней                    | 5 527            | 1,11 %           |
| Распределение голосов:                                |                                                       |                  |                  |
| 1.                                                    | Александр Никитин                                     | 425 316          | 85,47 %          |
| 2.                                                    | Андрей Жидков                                         | 34 277           | 6,89 %           |
| 3.                                                    | Роман Худяков                                         | 20692            | 4,16 %           |
| 4.                                                    | Анатолий Сафонов                                      | 6 310            | 1,27 %           |
| 5.                                                    | Александр Куприянов                                   | 5 494            | 1,10 %           |

Выборы выиграл врио губернатора Тамбовской области Александр Никитин, набравший 85,47 % голосов избирателей..